# En el punto de mira (programa de televisión)
En el punto de mira fue un programa de televisión que se emitió en el canal Cuatro y que se estrenó el 26 de julio de 2016 y finalizó el 21 de octubre de 2022. En este se tratan temas de actualidad y de investigación, ofreciendo como novedad en el formato, imágenes de cámaras 360° junto a grabaciones panorámicas hechas desde drones y sistemas de grabación oculta. Así, a manos de varios reporteros, profundizan en temas como la trata de animales, el negocio de las farmacéuticas o la caza ilegal.

## Reporteros
|                      | Información                |      |      |      |      |      |      |      |
| Año                  |                            | 2016 | 2017 | 2018 | 2019 | 2020 | 2021 | 2022 |
| -------------------- | -------------------------- | ---- | ---- | ---- | ---- | ---- | ---- | ---- |
| Boro Barber          | Periodista y reportero.    |      |      |      |      |      |      |      |
| Mireia Llinares      | Periodista y reportera.    |      |      |      |      |      |      |      |
| Marta Losada         | Periodista y reportera.    |      |      |      |      |      |      |      |
| Luis Troya           | Periodista y reportero.    |      |      |      |      |      |      |      |
| María Bayón          | Periodista y reportera.    |      |      |      |      |      |      |      |
| Estefanía Masó       | Periodista y reportera.    |      |      |      |      |      |      |      |
| Ricardo Pardo        | Periodista y reportero.    |      |      |      |      |      |      |      |
| Verónica Dulanto     | Periodista y reportera.    |      |      |      |      |      |      |      |
| María Miñana         | Periodista y reportera.    |      |      |      |      |      |      |      |
| Juan Carlos González | Periodista y reportera.    |      |      |      |      |      |      |      |
| Pablo de Miguel      | Periodista y reportera.    |      |      |      |      |      |      |      |
| Samanta Villar       | Periodista y reportera.    |      |      |      |      |      |      |      |
| Mayka Navarro        | Periodista y reportera.    |      |      |      |      |      |      |      |
| Ana Terradillos      | Periodista y reportera.    |      |      |      |      |      |      |      |
| Carme Chaparro       | Periodista y presentadora. |      |      |      |      |      |      |      |
| Miquel Valls         | Periodista y reportero.    |      |      |      |      |      |      |      |
| Israel López         | Periodista y reportero.    |      |      |      |      |      |      |      |

## Temporadas y programas

### Temporada 1
| Programa  | Título                                                | Fecha de emisión | Audiencia         |
| --------- | ----------------------------------------------------- | ---------------- | ----------------- |
| 1x01 (1)  | El negocio de las falsificaciones                     | 26/07/2016       | 1 040 000 (7,7%)  |
| 1x02 (2)  | Pesca ilegal y las mafias del altar                   | 02/08/2016       | 1 152 000 (9,2%)  |
| 1x03 (3)  | Explotadores de perros                                | 09/08/2016       | 727 000 (5,7%)    |
| 1x04 (4)  | Vacunas y curanderos                                  | 16/08/2016       | 881 000 (7,1%)    |
| 1x05 (5)  | Veneno en los alimentos                               | 23/08/2016       | 1 514 000 (11,9%) |
| 1x06 (6)  | Adictos a los medicamentos y temporeros a bajo coste  | 30/08/2016       | 1 219 000 (8,8%)  |
| 1x07 (7)  | El cártel de las aceitunas                            | 06/09/2016       | 1 280 000 (9,2%)  |
| 1x08 (8)  | Negocio de la okupación y peligros de la vida natural | 13/09/2016       | 879 000 (6,4%)    |
| 1x09 (9)  | Boom turístico y los señores del cartón               | 20/09/2016       | 1 102 000 (7,5%)  |
| 1x10 (10) | Secuestros express                                    | 27/09/2016       | 1 160 000 (7,7%)  |
| 1x11 (11) | Basura peligrosa y nuevas drogas                      | 04/10/2016       | 988 000 (6,3%)    |

### Temporada 2
| Programa  | Título                                                  | Fecha de emisión | Audiencia         |
| --------- | ------------------------------------------------------- | ---------------- | ----------------- |
| 2x01 (12) | La panga y el cibercrimen                               | 10/01/2017       | 1 375 000 (8,1%)  |
| 2x02 (13) | Vientres de alquiler y percebeiros ilegales             | 17/01/2017       | 1 072 000 (6,4%)  |
| 2x03 (14) | Coches peligrosos                                       | 24/01/2017       | 1 094 000 (6,7%)  |
| 2x04 (15) | Carteristas y nuevos millonarios                        | 31/01/2017       | 1 192 000 (7,3%)  |
| 2x05 (16) | Cazaherencias                                           | 07/02/2017       | 1 109 000 (6,7%)  |
| 2x06 (17) | Juguetes peligrosos y otros desaparecidos               | 14/02/2017       | 1 007 000 (6,3%)  |
| 2x07 (18) | La guerra del taxi y dentistas impostores               | 21/03/2017       | 1 049 000 (6,7%)  |
| 2x08 (19) | El negocio de la desokupación y robos de viviendas      | 28/03/2017       | 1 121 000 (7,5%)  |
| 2x09 (20) | El fraude del buey e incendios sospechosos              | 04/04/2017       | 1 231 000 (7,9%)  |
| 2x10 (21) | Fugitivos y traficantes de monos                        | 11/04/2017       | 687 000 (4,5%)    |
| 2x11 (22) | Falsos médicos y furtivos                               | 18/04/2017       | 947 000 (7,3%)    |
| 2x12 (23) | El fraude del atún y perros de caza                     | 25/04/2017       | 964 000 (5,9%)    |
| 2x13 (24) | Comida tóxica y el boom de las proteínas                | 02/05/2017       | 943 000 (5,8%)    |
| 2x14 (25) | Falsificaciones y amianto                               | 09/05/2017       | 881 000 (5,3%)    |
| 2x15 (26) | Okupas de lujo y 'Hazte oír'                            | 15/05/2017       | 1 399 000 (8,6%)  |
| 2x16 (27) | La falsa cura del cáncer                                | 22/05/2017       | 1 177 000 (6,9%)  |
| 2x17 (28) | Constructores y la calidad del pan                      | 29/05/2017       | 1 368 000 (8,4%)  |
| 2x18 (29) | Ladrones de camiones y alergia a las ondas              | 05/06/2017       | 951 000 (6,7%)    |
| 2x19 (30) | Turistas estafadores y denominaciones de origen         | 12/06/2017       | 1 016 000 (7,1%)  |
| 2x20 (31) | Conflictos vecinales                                    | 19/06/2017       | 1 103 000 (7,6%)  |
| 2x21 (32) | Ibiza saturada y Corea del Norte                        | 26/06/2017       | 1 163 000 (8,8%)  |
| 2x22 (33) | El negocio de la marihuana y vino falsificado           | 03/07/2017       | 1 101 000 (8,0%)  |
| 2x23 (34) | Taxis piratas en Ibiza y embargos por error             | 10/07/2017       | 984 000 (7,3%)    |
| 2x24 (35) | Propietarios contra okupadas                            | 17/07/2017       | 1 168 000 (9,1%)  |
| 2x25 (36) | Negocios conflictivos y drogas y alcohol al volante     | 24/07/2017       | 959 000 (7,7%)    |
| 2x26 (37) | Estafadores de la caridad y comida robada               | 11/12/2017       | 1 024 000 (6,8%)  |
| 2x27 (38) | Prostitución e intoxicados                              | 18/12/2017       | 849 000 (5,5%)    |
| 2x28 (39) | Paraísos en quiebra                                     | 08/01/2018       | 1 135 000 (6,9%)  |
| 2x29 (40) | Comerciantes de la solidaridad y La mafia del catastro  | 15/01/2018       | 845 000 (5,5%)    |
| 2x30 (41) | Falsas pensiones y guarderías ilegales                  | 22/01/2018       | 976 000 (6,7%)    |
| 2x31 (42) | Menores violentos y mafia de turistas estafadores       | 29/01/2018       | 1 074 000 (6,5)   |
| 2x32 (43) | Okupas familiares y conflictos vecinales                | 05/10/2018       | 1 295 000 (7,5%)  |
| 2x33 (44) | Cobrar sin trabajar                                     | 12/02/2018       | 1 854 000 (11,5%) |
| 2x34 (45) | La burbuja del alquiler y robo de jamones               | 19/02/2018       | 1 026 000 (6,5%)  |
| 2x35 (46) | Estafadores de la luz y agresiones a médicos            | 26/02/2018       | 876 000 (5,8%)    |
| 2x36 (47) | Comida lejana                                           | 05/03/2018       | 1 141 000 (7,5%)  |
| 2x37 (48) | Ladrones de carretera y enchufismo en los Ayuntamientos | 12/03/2018       | 881 000 (5,7%)    |
| 2x38 (49) | Ana Julia Quezada                                       | 19/03/2018       | 2 320 000 (13,7%) |
| 2x39 (50) | Estafadores del amor y nuevos despilfarros              | 26/03/2018       | 1 241 000 (7,5%)  |
| 2x40 (51) | Dietas extremas                                         | 09/04/2018       | 906 000 (5,8%)    |
| 2x41 (52) | Okupas de larga duración y añadidos en la comida        | 16/04/2018       | 870 000 (6,0%)    |
| 2x42 (53) | El niño Juan y Vecinos en guerra                        | 23/04/2018       | 807 000 (5,7%)    |
| 2x43 (54) | Dedazos en la Sanidad                                   | 30/04/2018       | 884 000 (5,9%)    |
| 2x44 (55) | Asesores políticos y estafadores del amor II            | 07/05/2018       | 869 000 (6,1%)    |
| 2x45 (56) | Guerra de herencias y la línea de los narcos            | 14/05/2018       | 892 000 (6,2%)    |
| 2x46 (57) | Amazon y okupas chantajistas                            | 21/05/2018       | 928 000 (6,5%)    |
| 2x47 (58) | Las manadas                                             | 28/05/2018       | 875 000 (5,7%)    |
| 2x48 (59) | Oposiciones amañadas y negocios de los lateros          | 04/06/2018       | 844 000 (5,7%)    |
| 2x49 (60) | Discotecas conflictivas y after hours clandestinos      | 11/06/2018       | 722 000 (4,8%)    |
| 2x50 (61) | Estafadores de ancianos                                 | 18706/2018       | 865 000 (5,5%)    |
| 2x51 (62) | Anisakis y juego ilegal                                 | 25/06/2018       | 1 013 000 (7,2%)  |
| 2x52 (63) | Abusos sexuales y aprobar sin estudiar                  | 02/07/2018       | 877 000 (6,6%)    |
| 2x53 (64) | Viviendo con el enemigo y negligencias médicas          | 09/07/2018       | 840 000 (6,1%)    |
| 2x54 (65) | Estafadores de coches y manipulaciones digitales        | 16/07/2018       | 821 000 (6,7%)    |
| 2x55 (66) | La herencia de los Franco                               | 23/07/2018       | 1 383 000 (10,8%) |

### Temporada 3
| Programa  | Título                                                | Fecha de emisión | Audiencia        |
| --------- | ----------------------------------------------------- | ---------------- | ---------------- |
| 3x01 (67) | El plástico                                           | 10/09/2018       | 796 000 (6,0%)   |
| 3x02 (68) | La viuda negra                                        | 17/09/2018       | 833 000 (6,0%)   |
| 3x03 (69) | Bebés atrapados                                       | 25/09/2018       | 542 000 (3,8%)   |
| 3x04 (70) | Casas en ruina y pagar por trabajar                   | 02/10/2018       | 688 000 (5,4%)   |
| 3x05 (71) | Timadores y el veto de Trump                          | 09/10/2018       | 705 000 (5,5%)   |
| 3x06 (72) | Productos milagro                                     | 16/10/2018       | 862 000 (6,1%)   |
| 3x07 (73) | Otros aceites y el Patrimonio de la Iglesia           | 23/10/2018       | 882 000 (6,2%)   |
| 3x08 (74) | Falsas terapias y viviendas públicas                  | 30/10/2018       | 671 000 (4,7%)   |
| 3x09 (75) | Familias conflictivas e impostores                    | 06/11/2018       | 832 000 (5,5%)   |
| 3x10 (76) | El sabor del tomate y la guerra de las hostias        | 13/11/2018       | 1 085 000 (7,3%) |
| 3x11 (77) | Intrusos en la medicina y franquistas                 | 20/11/2018       | 479 000 (3,9%)   |
| 3x12 (78) | La vida secreta del Rey del cachopo                   | 27/11/2018       | 881 000 (5,9%)   |
| 3x13 (79) | Intolerancias alimentarias y aceite de palma          | 06/12/2018       | 791 000 (5,4%)   |
| 3x14 (80) | El zumo de naranja y el negocio de las funerarias     | 13/12/2018       | 811 000 (6,0%)   |
| 3x15 (81) | Pesadilla en Navidad y corrupción en Orense           | 20/12/2018       | 649 000 (4,9%)   |
| 3x16 (82) | Caprichos millonarios y el negocio de la superstición | 27/12/2018       | 877 000 (6,6%)   |
| 3x17 (83) | Comedores escolares y michelines                      | 03/01/2019       | 830 000 (5,7%)   |
| 3x18 (84) | La fortuna de los Pujol                               | 10/01/2019       | 465 000 (3,4%)   |
| 3x19 (85) | El negocio del pelo y falsos sanadores                | 17/01/2019       | 581 000 (4,3%)   |
| 3x20 (86) | El crimen de Marta                                    | 24/01/2019       | 903 000 (6,4%)   |
| 3x21 (87) | El pozo de Totalán y productos falsos                 | 31/01/2019       | 618 000 (4,6%)   |
| 3x22 (88) | El futuro                                             | 07/02/2019       | 623 000 (4,6%)   |
| 3x23 (89) | Abusos de la Iglesia y excesos al volante             | 14/02/2019       | 394 000 (3,1%)   |
| 3x24 (90) | Curaciones imposibles y sumisión química              | 21/02/2019       | 562 000 (4,3%)   |
| 3x25 (91) | El semen de los españoles y el falso representante    | 28/02/2019       | 497 000 (3,7%)   |

### Temporada 4
| Programa  | Título                      | Fecha de emisión | Audiencia        |
| --------- | --------------------------- | ---------------- | ---------------- |
| 4x01 (92) | Tráfico de medicamentos     | 01/05/2019       | 866 000 (5,7%)   |
| 4x02 (93) | ¿Sabemos lo que comemos?    | 08/05/2019       | 949 000 (6,8%)   |
| 4x03 (94) | El arte de la falsificación | 15/05/2019       | 891 000 (6,0%)   |
| 4x04 (95) | Morosos                     | 22/05/2019       | 1 111 000 (7,2%) |
| 4x05 (96) | Niños en peligro            | 29/05/2019       | 707 000 (4,7%)   |
| 4x06 (97) | Plagas peligrosas           | 05/06/2019       | 814 000 (5,5%)   |

### Temporada 5
| Programa   | Título                                                 | Fecha de emisión | Audiencia        |
| ---------- | ------------------------------------------------------ | ---------------- | ---------------- |
| 5x01 (98)  | Catástrofes naturales                                  | 02/10/2019       | 781 000 (5,6%)   |
| 5x02 (99)  | El señor de la listeria                                | 09/10/2019       | 635 000 (4,5%)   |
| 5x03 (100) | Techos abusivos y partos peligrosos                    | 16/10/2019       | 792 000 (5,4%)   |
| 5x04 (101) | Los secretos de Carmen Polo y el pelotazo de las bodas | 23/10/2019       | 914 000 (6,5%)   |
| 5x05 (102) | Guerra a la carne                                      | 30/10/2019       | 801 000 (6,0%)   |
| 5x06 (103) | Casas ilegales                                         | 06/11/2019       | 800 000 (5,6%)   |
| 5x07 (104) | Desastres estéticos y masa madre y miel                | 13/11/2019       | 872 000 (6,2%)   |
| 5x08 (105) | El boom de las uñas y robots ladrones de trabajo       | 20/11/2019       | 896 000 (6,0%)   |
| 5x09 (106) | Desaparecidos, guiro en la investigación               | 27/11/2019       | 877 000 (6,0%)   |
| 5x10 (107) | Manipuladores de mentes                                | 04/12/2019       | 714 000 (5,1%)   |
| 5x11 (108) | Okupas extremos                                        | 10/12/2019       | 1 195 000 (8,3%) |
| 5x12 (109) | Lotería, combinación ganadora                          | 17/12/2019       | 1 137 000 (7,9%) |
| 5x13 (110) | Gurús de la alimentación y herederos en guerra         | 16/01/2020       | 725 000 (5,3%)   |
| 5x14 (111) | Mi vecino es un ladrón                                 | 30/01/2020       | 494 000 (3,8%)   |
| 5x15 (112) | Mi casa es un infierno y explotados por discapacidad   | 06/02/2020       | 550 000 (4,6%)   |
| 5x16 (113) | España en extinción                                    | 13/02/2020       | 596 000 (4,3%)   |
| 5x17 (114) | Bandas callejeras                                      | 20/02/2020       | 509 000 (3,7%)   |
| 5x18 (115) | Dinero sucio                                           | 27/02/2020       | 610 000 (4,4%)   |
| 5x19 (116) | De profesión, pequeño Nicolás e invasores              | 05/03/2020       | 595 000 (4,5%)   |
| 5x20 (117) | Las teorías de la conspiración                         | 12/03/2020       | 607 000 (4,1%)   |
| 5x21 (118) | Covid-19. Operación salida                             | 04/05/2020       | 1 083 000 (6,9%) |
| 5x22 (119) | Covid19, un país en vela                               | 11/05/2020       | 869 000 (5,6%)   |
| 5x23 (120) | Comida congelada y agua del grifo                      | 18/05/2020       | 936 000 (6,0%)   |
| 5x24 (121) | Covid19: La casa ideal                                 | 25/05/2020       | 888 000 (5,9%)   |
| 5x25 (122) | Ladrones de identidad                                  | 01/06/2020       | 711 000 (4,7%)   |
| 5x26 (123) | Covid-19: La nueva cesta de la compra                  | 08/06/2020       | 743 000 (5,0%)   |
| 5x27 (124) | Covid-19, la OMS                                       | 15/06/2020       | 760 000 (5,1%)   |
| 5x28 (125) | ¿Se come o no se come? y casas malditas                | 22/06/2020       | 1 019 000 (7,2%) |
| 5x29 (126) | Covid-19: Reinvención empresarial                      | 29/06/2020       | 614 000 (4,6%)   |
| 5x30 (127) | El reguetón                                            | 13/07/2020       | 723 000 (5,9%)   |
| 5x31 (128) | Covid-19, residencias de ancianos                      | 20/07/2020       | 725 000 (6,5%)   |

### Temporada 6
| Programa   | Título                                 | Fecha de emisión | Audiencia      |
| ---------- | -------------------------------------- | ---------------- | -------------- |
| 6x01 (129) | El sabor de la fruta y la sal          | 16/09/2020       | 577 000 (5,4%) |
| 6x02 (130) | Okupas de pandemia                     | 23/09/2020       | 517 000 (4,2%) |
| 6x03 (131) | La fortuna de Rato y manzanas podridas | 30/09/2020       | 456 000 (3,4%) |
| 6x04 (132) | Los líderes del negacionismo           | 07/10/2020       | 559 000 (4,4%) |
| 6x05 (133) | Estafadores familiares                 | 14/10/2020       | 539 000 (4,3%) |
| 6x06 (134) | Caso Mainat: El último show            | 21/10/2020       | 651 000 (5,1%) |
| 6x07 (135) | Corinna: La amiga entrañable           | 28/10/2020       | 858 000 (6,6%) |
| 6x08 (136) | Maje, coleccionista de amantes         | 04/11/2020       | 666 000 (5,1%) |
| 6x09 (137) | El virus se va de fiesta               | 11/11/2020       | 626 000 (5,0%) |
| 6x10 (138) | Crímenes sin condena                   | 18/11/2020       | 606 000 (4,7%) |
| 6x11 (139) | El boom del shushi y la harina         | 25/11/2020       | 577 000 (4,7%) |
| 6x12 (140) | Los agujeros de la sanidad             | 02/12/2020       | 691 000 (5,2%) |
| 6x13 (141) | La carrera de la vacuna                | 09/12/2020       | 670 000 (4,9%) |
| 6x14 (142) | Sexo en pandemia                       | 16/12/2020       | 778 000 (5,6%) |
| 6x15 (143) | Ayuno intermitente                     | 13/01/2021       | 946 000 (6,7%) |
| 6x16 (144) | Millonarios en pandemia                | 21/01/2021       | 661 000 (4,6%) |
| 6x17 (145) | Los huesos de Alcácer                  | 28/01/2021       | 635 000 (4,5%) |
| 6x18 (146) | Vacunados por la jeta                  | 04/02/2021       | 628 000 (4,4%) |
| 6x19 (147) | Herencias malditas                     | 11/02/2021       | 665 000 (5,0%) |
| 6x19 (147) | Vivir de las redes                     | 18/02/2021       | 627 000 (4,7%) |
| 6x20 (148) | Restaurantes fantasma                  | 25/02/2021       | 577 000 (4,3%) |
| 6x21 (149) | Primeras damas                         | 09/03/2021       | 491 000 (3,9%) |
| 6x22 (150) | Barcelona, ciudad al límite            | 16/03/2021       | 605 000 (4,6%) |
| 6x23 (151) | La generación del miedo                | 23/03/2021       | 559 000 (4,2%) |
| 6x24 (152) | Reformas ruinosas                      | 30/03/2021       | 613 000 (4,3%) |
| 6x25 (153) | El nuevo 'Made in Spain'               | 06/04/2021       | 879 000 (6,2%) |

### Temporada 7
| Programa   | Título                                | Fecha de emisión | Audiencia      |
| ---------- | ------------------------------------- | ---------------- | -------------- |
| 7x01 (154) | Hijos conflictivos                    | 17/09/2021       | 604 000 (4,7%) |
| 7x02 (155) | Volcán La Palma (I)                   | 24/09/2021       | 784 000 (6,3%) |
| 7x03 (156) | Volcán La Palma (II)                  | 01/10/2021       | 571 000 (4,7%) |
| 7x04 (157) | El boom del dinero mágico             | 08/10/2021       | 764 000 (6,0%) |
| 7x05 (158) | Trabajar sin descansar                | 15/10/2021       | 564 000 (4,2%) |
| 7x06 (159) | Comida cruda                          | 22/10/2021       | 580 000 (4,2%) |
| 7x07 (160) | Presos arrepentidos                   | 29/10/2021       | 465 000 (3,4%) |
| 7x08 (161) | El obispo de Solsona                  | 05/11/2021       | 559 000 (4,0%) |
| 7x09 (162) | El dominio chino                      | 12/11/2021       | 421 000 (3,4%) |
| 7x10 (163) | Nuevos desastres estéticos            | 19/11/2021       | 583 000 (4,2%) |
| 7x11 (164) | La fiebre de las zapatillas           | 07/01/2022       | 838 000 (5,9%) |
| 7x12 (165) | El nuevo boom del cannabis            | 14/01/2022       | 704 000 (4,9%) |
| 7x13 (166) | Criptopelotazos                       | 21/01/2022       | 415 000 (3,0%) |
| 7x14 (167) | El secreto de los jóvenes millonarios | 28/01/2022       | 638 000 (4,8%) |
| 7x15 (168) | El lobby de la comida tóxica          | 04/02/2022       | 458 000 (3,5%) |
| 7x16 (169) | La misteriosa muerte de Esther        | 11/02/2022       | 540 000 (4,2%) |
| 7x17 (170) | El negocio de la ropa usada           | 18/02/2022       | 542 000 (4,1%) |
| 7x18 (171) | La guerra en directo                  | 25/02/2022       | 615 000 (5,3%) |
| 7x19 (172) | Los delirios de Putin                 | 04/03/2022       | 649 000 (5,3%) |
| 7x20 (173) | La vida bajo las bombas               | 11/03/2022       | 551 000 (5,5%) |
| 7x21 (174) | Economía de guerra                    | 18/03/2022       | 445 000 (4,6%) |
| 7x22 (175) | Ceuta                                 | 25/03/2022       | 504 000 (4,0%) |
| 7x23 (176) | Cuerpos de ficción                    | 01/04/2022       | 550 000 (4,3%) |
| 7x24 (177) | Un monstruo en la familia             | 08/04/2022       | 427 000 (3,5%) |
| 7x25 (178) | La falsa cura de la homosexualidad    | 22/04/2022       | 413 000 (3,4%) |

### Temporada 8
| Programa   | Título                                          | Fecha de emisión | Audiencia      |
| ---------- | ----------------------------------------------- | ---------------- | -------------- |
| 8x01 (178) | Vídeos íntimos en internet                      | 30/09/2022       | 467 000 (3,9%) |
| 8x02 (179) | Luis Rubiales, Valería Queer y Colegios Mayores | 07/10/2022       | 414 000 (3,8%) |
| 8x03 (180) | Cirugías mortales y los cantantes de VOX        | 14/10/2022       | 408 000 (3,7%) |
| 8x04 (181) | El banquero estafador y el boom de los vapers   | 21/10/2022       | 323 000 (2,8%) |

## Especiales deEn el punto de mira

### Especiales: 2017
| Programa | Título               | Fecha de emisión | Audiencia         | Clasificación |
| -------- | -------------------- | ---------------- | ----------------- | ------------- |
| 1x01 (1) | Verano en Marbella   | 31/07/2017       | 1 139 000 (9,4%)  |               |
| 1x02 (2) | Verano en Benidorm   | 07/08/2017       | 1 204 000 (10,5%) |               |
| 1x03 (3) | Verano en Barcelona  | 14/08/2017       | 987 000 (9,4%)    |               |
| 1x04 (4) | Verano en Mallorca   | 21/08/2017       | 1 104 000 (9,1%)  |               |
| 1x05 (5) | Verano en Formentera | 28/08/2017       | 1 203 000 (9,2%)  |               |
| 1x06 (6) | Verano en Cádiz      | 04/09/2017       | 1 118 000 (7,8%)  |               |
| 1x07 (7) | Verano en Canarias   | 11/09/2017       | 1 045 000 (7,0%)  |               |

### Especiales: 2018
| Programa  | Título                        | Fecha de emisión | Audiencia        |
| --------- | ----------------------------- | ---------------- | ---------------- |
| 2x01 (8)  | Verano en la costa ibicenca   | 30/07/2018       | 1 190 000 (9,7%) |
| 2x02 (9)  | Verano en la costa catalana   | 06/08/2018       | 848 000 (7,5%    |
| 2x03 (10) | Verano en la costa gallega    | 13/08/2018       | 844 000 (7,3%)   |
| 2x04 (11) | Verano en la costa cálida     | 20/08/2018       | 703 000 (6,1%)   |
| 2x05 (12) | Verano en la costa del sol    | 27/08/2018       | 842 000 (6,8%)   |
| 2x06 (13) | Verano en la costa valenciana | 03/09/2018       | 998 000 (7,5%)   |

## Audiencia media deEn el punto de mira

##### Temporadas
| Edición                                 | Programas | Fecha     | Cadena | Audiencia        |
| --------------------------------------- | --------- | --------- | ------ | ---------------- |
| En el punto de mira (Primera temporada) | 11        | 2016      | Cuatro | 1 087 000 (8,3%) |
| En el punto de mira (Segunda temporada) | 55        | 2017-2018 | Cuatro | 1 054 000 (7,0%) |
| En el punto de mira (Tercera temporada) | 25        | 2018-2019 | Cuatro | 714 000 (5,2%)   |
| En el punto de mira (Cuarta temporada)  | 6         | 2019      | Cuatro | 1 031 000 (6,8%) |
| En el punto de mira (Quinta temporada)  | 31        | 2019-2020 | Cuatro | 780 000 (5,5%)   |
| En el punto de mira (Sexta temporada)   | 25        | 2020-2021 | Cuatro | 666 000 (5,0%)   |
| En el punto de mira (Séptima temporada) | 25        | 2021-2022 | Cuatro | 579 000 (4,5%)   |
| En el punto de mira (Octava temporada)  | 4         | 2022      | Cuatro | 403 000 (3,5%)   |

##### Especiales
| Edición                               | Programas | Fecha | Cadena | Audiencia        |
| ------------------------------------- | --------- | ----- | ------ | ---------------- |
| En el punto de mira (Especial Verano) | 7         | 2017  | Cuatro | 1 114 000 (8,9%) |
| En el punto de mira (Especial Verano) | 6         | 2018  | Cuatro | 904 000 (7,5%)   |